# دانشگاه ادینبرو

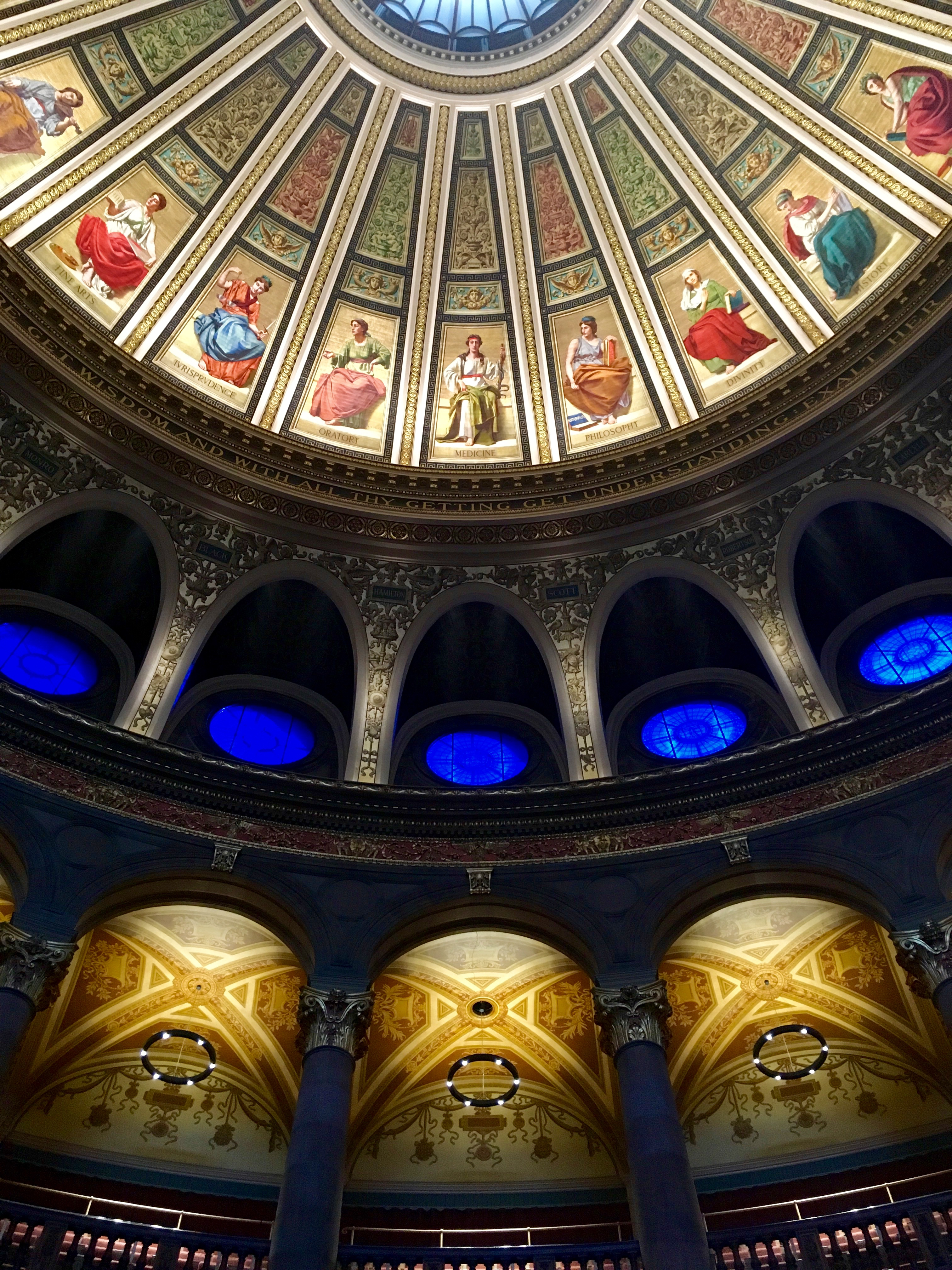
گنبد داخلی تالار مک‌ایوان پس از مرمت در سال ۲۰۱۷

دانشگاه ادینبرو (به انگلیسی: University of Edinburgh) یک دانشگاه تحقیقاتی دولتی در ادینبرو واقع در اسکاتلند بریتانیا است که در سال ۱۵۸۳ میلادی بنیان‌نهاده شده‌است. این دانشگاه به عنوان یکی از معتبرترین دانشگاه‌های جهان شناخته شده است. این دانشگاه مقام ششم و هفتم را در رتبه‌بندی QS و تایمز هایر ادجوکیشن در اروپا دارد. همچنین مقام یازدهم دنیا را در رتبه‌بندی سال ۲۰۱۲ QS دارد.
این دانشگاه نقش مهمی در شهرت شهر ادینبرو در عصر روشنگری به عنوان یک مرکز پیشرو داشته‌است. از جمله دانش آموختگان این دانشگاه می‌توان به اشخاص سرشناسی مانند چارلز داروین زیست‌شناس، جیمز کلرک ماکسول فیزیکدان، دیوید هیوم فیلسوف، توماس بیز ریاضیدان، گوردون براون نخست‌وزیر سابق بریتانیا، الکساندر گراهام بل مخترع و ژولیوس نایرره اولین رئیس‌جمهور تانزانیا اشاره کرد. همچنین ۱۵ برنده جایزه نوبل و ۱ برنده جایزه آبل از این دانشگاه بوده‌اند. دانشگاه ادینبرو همچنین پیوندهایی با خانواده سلطنتی بریتانیا مانند شاهزاده فیلیپ دوک ادینبرا و پرنسس ان دارد.